# Alfonso López Michelsen

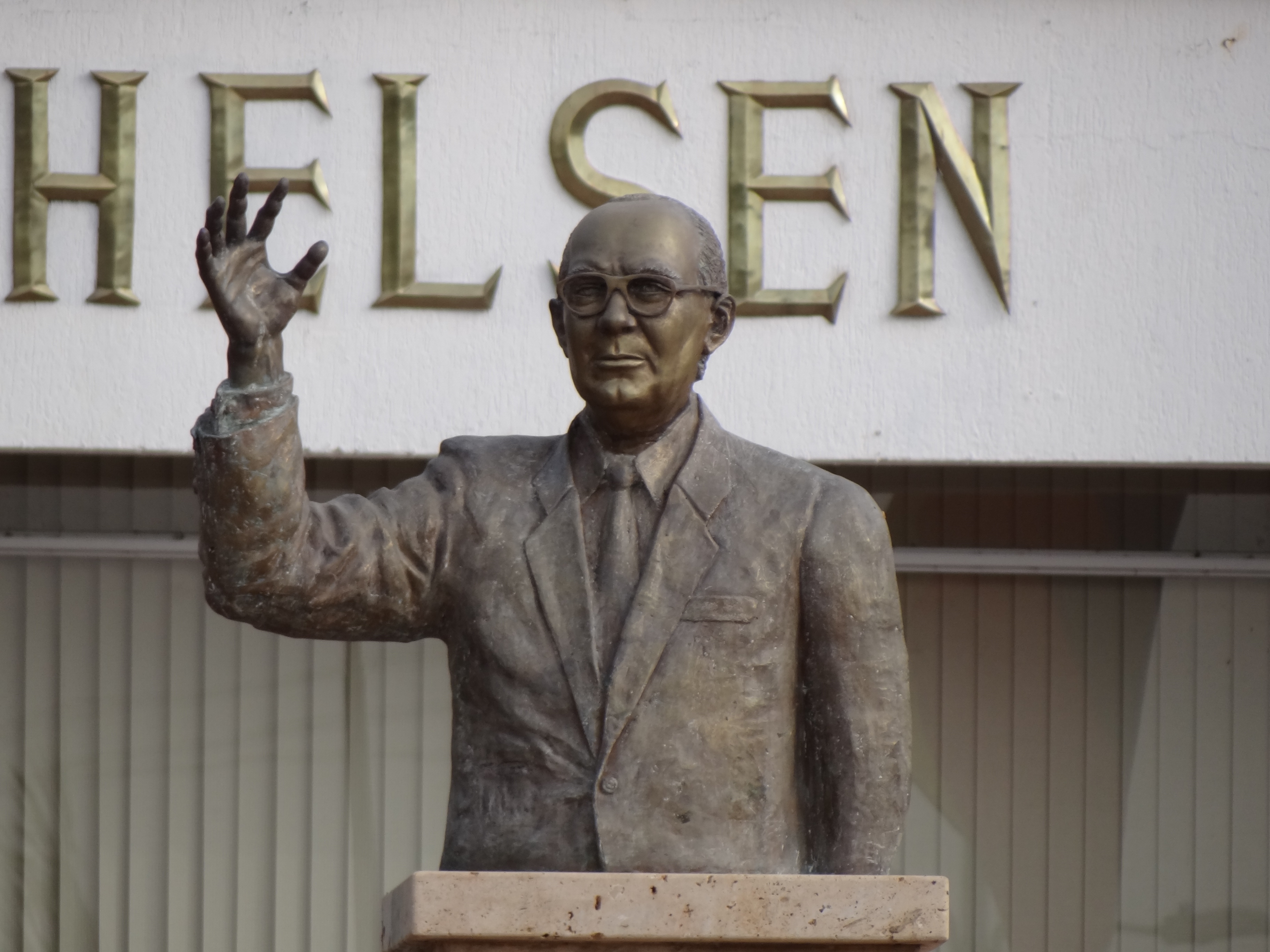
Socha politika v Kolumbii

Alfonso Antonio Lázaro López Michelsen, 30. června 1913 Bogota - 11. července 2007 Bogota, byl kolumbijský politik a prezident republiky v letech 1974 - 1978, povoláním právník a novinář. Byl synem kolumbijského prezidenta z let 1934 - 1938 a 1942 - 1945 Alfonsa Lópeze Pumajero.

## Mládí
López Michelsen se narodil v Bogotě, střední školu vystudoval na Gimnasio Moderno, posléze studoval v řadě světových měst: v Paříži, v Londýně, v Bruselu a v Santiagu de Chile. Na Universidad del Rosario v Bogotě pak absolvoval práva. Během prezidentování svého otce se zaměřil na politické právo a snažil se získat profesuru na Universidad del Rosario. Roku 1938 se oženil v Bogotě s Cecílií Caballero Blanco. Usídlili se na haciendě ve městě Engativá poblíž hlavního města (dnes je součástí Bogoty). Tehdy vstupuje López Michelsen do politiky jako městský radní.

## Politická kariéra
Roku 1959 zakládá López Michelsen Liberálně revoluční hnutí (MRL) jako reakci na smlouvu své Liberální strany s konzervativci pro vytvoření Národní fronty. López Michelsen byl pověřen vedením nové strany a v roce 1962 za ni kandidoval na úřad prezidenta země. Volby však prohrál s konzervativním kandidátem Guillermo Leónem Valenciou. V roce 1966 je zvolen senátorem a roku 1967 se vrací do Liberální strany.
López Michelsen je pověřen prezidentem Carlosem Lleras Restrepou, aby jako guvernér vedl správu nově vytvořené provincie Cesar na severu země. V této oblasti, kde měl své kořeny po babičce, spoluzakládá spolu se skladatelem Rafaelem Escalonou a novinářem Consuelem Araujem tradici festivalu Vallenato Legend Festival, jedné z nejvýznamnějších kulturních událostí Kolumbie (vallenato je druh lidové hudby původně ze severu Kolumbie). Guvernérem provincie Cesar byl López Michelsen pouhý rok, v letech 1969 - 1970 vykonával ve vládě prezidenta C. Llerase Restrepy funkci ministra zahraničních věcí Kolumbie.

## López Michelsen prezidentem Kolumbie
Liberální strana Lópeze Michelsena vybrala v roce 1974 za svého kandidáta na prezidenta republiky, když ho po porážce bývalého prezidenta Llerase Restrepy ve stranických primárkách podpořil další kandidát a pozdější prezident Julio César Turbay Ayala. Alfonso López Michelsen prezidentské volby vyhrál, když porazil své soupeře, konzervativce Álvaro Gómeze Hurtada a kandidátku levicové strany ANAPO Marii Eugénii Rojasovou. V době jeho úřadu dochází k přijetí řady úsporných programů v ekonomice a byly učiněny kroky k překonání nerovnoměrné distribuce příjmů.

## Další léta
Jako předseda Liberální strany kandidoval do úřadu prezidenta v roce 1978 i pro další období. Byl však poražen kandidátem Konzervativní strany Belisariem Betancurem. V Liberální straně pak López Michelsen pracoval až do počátku 90. let, kdy se rozhodl odejít na odpočinek. Byl pak ještě aktivním dopisovatelem novin El Tiempo, v nichž se často kriticky vyjadřoval k současné politice v zemi.
V roce 2006 se v době krize v Liberální straně po kolumbijských volbách ještě vrací do politiky. Umírá 22. července 2007 na srdeční záchvat.